# Liste der Monuments historiques in Saint-Ouen-Domprot
Die Liste der Monuments historiques in Saint-Ouen-Domprot führt die Monuments historiques in der französischen Gemeinde Saint-Ouen-Domprot auf.

## Liste der Immobilien
| Bezeichnung          | Beschreibung                                   | Standort                 | Kennzeichnung | Schutzstatus | Datum | Bild           |
| -------------------- | ---------------------------------------------- | ------------------------ | ------------- | ------------ | ----- | -------------- |
| Kirche St-Étienne    | ab dem 12. Jahrhundert                         | Rue Saint-Étienne (Lage) | PA00078845    | Classé       | 1932  | weitere Bilder |
| Kirche St-Barthélemy | ehemals St-Ouen; ab dem späten 15. Jahrhundert | Grande Rue (Lage)        | PA00078846    | Classé       | 1932  | weitere Bilder |

## Liste der Objekte
| Bezeichnung               | Beschreibung                                                                                      | Standort                           | Kennzeichnung | Schutzstatus | Datum | Bild |
| ------------------------- | ------------------------------------------------------------------------------------------------- | ---------------------------------- | ------------- | ------------ | ----- | ---- |
| Kruzifix                  | Holz, 17. Jahrhundert; im Musée des beaux-arts et d’archéologie in Châlons-en-Champagne deponiert | in der Kirche St-Étienne (Lage)    | PM51003025    | Inscrit      | 1980  |      |
| Kirchenfenster            | aus dem 15. und 16. Jahrhundert                                                                   | in der Kirche St-Étienne (Lage)    | PM51001004    | Classé       | 1912  |      |
| Pietà                     | Stein, 16. Jahrhundert                                                                            | in der Kirche St-Étienne (Lage)    | PM51001005    | Classé       | 1979  |      |
| Taufbecken                | Stein, 18. Jahrhundert                                                                            | in der Kirche St-Barthélemy (Lage) | PM51002353    | Inscrit      | 1975  |      |
| Skulptur Madonna mit Kind | Holz, farbig gefasst, 18. Jahrhundert                                                             | in der Kirche St-Barthélemy (Lage) | PM51002354    | Inscrit      | 1975  |      |